# ابراهیم احمد عبد ستار محمد التکریتی
ابراهیم احمد عبد ستار محمد التکریتی (۹ سپتامبر ۱۹۵۰–۲۸ اکتبر ۲۰۱۰) رئیس ستاد نیروهای مسلح عراق تحت حکومت صدام حسین از سال ۱۹۹۹ تا ۲۰۰۳ بود.
در مهٔ ۲۰۰۳ خبر بازداشت وی توسط سنتکام گزارش شد.
در ۲ مارس ۲۰۰۹، عبدالستار به دلیل نقش داشتن در سرکوب خشونت‌آمیز قیام شیعیان در سال ۱۹۹۱ به حبس ابد محکوم شد.

## درگذشت
او در ۲۸ اکتبر ۲۰۱۰ در حالی که در بازداشتگاه‌های آمریکا و عراق بود بر اثر سرطان درگذشت.